# Pentachlorbenzoesäure
Pentachlorbenzoesäure ist ein vollhalogeniertes Derivat der Benzoesäure. Damit zählt sie zu den halogenierten, aromatischen Verbindungen in der organischen Chemie.

## Darstellung
Pentachlorbenzoesäure kann auf verschiedene Arten hergestellt werden. Die erste beschriebene Darstellung mit guter Ausbeute ist die Reaktion von Hexachlorbenzol (HCB) mit Magnesium in Benzol und darauffolgender Umsetzung der entstandenen Grignard-Verbindung C6Cl5MgCl mit Kohlenstoffdioxid in Salzsäure (77 % Ausbeute). Weitere Möglichkeiten sind etwa die  reduktive Elektrocarboxylierung von HCB durch Umsetzung mit Kohlenstoffdioxid an einer Zinkblech-Elektrode in Dimethylformamid, die mit einer Ausbeute von 64 % arbeitet, oder die Chlorierung von Benzoesäure.

## SMILES
Pentachlorbenzoesäure wird gerne im Zusammenhang mit SMILES, einem Strukturcode für Formeln in der Chemie, als ein praktisch gutes Beispiel erwähnt. Der Code lautet:
Clc(c(Cl)c(Cl)c1C(=O)O)c(Cl)c1Cl